# Chevennes
Chevennes es una comuna francesa, situada en el departamento de Aisne, de la región de Alta Francia.

## Demografía
| 194 | 157 | 132 | 146 | 136 | 155 | 142 | 135 |
| Para los censos de 1962 a 1999 la población legal corresponde a la población sin duplicidades (Fuente: INSEE [Consultar]) |     |     |     |     |     |     |     |